# ボーイング747型機の機体損失事故
ボーイング747型機の機体損失事故（ボーイング747がたきのきたいそんしつじこ）では、アメリカのボーイング社が製造したボーイング747型機の関わった航空事故や事件のうち、機体損失となったものを一覧にしたものである。
機体損失とはフル・ロス (Hull Loss) とも呼ばれる修理不能な状態となったものを指し、事故や事件により機体が破壊されるか、再整備が可能であっても経済的その他の理由により修復を行わないことによって発生する。ボーイング747型機は機体が大きいこともあって、中華航空605便オーバーラン事故のように損傷が軽微で修理が可能であっても、空港の早期再開の障害となるために解体される事例も発生している。
1970年に商業飛行を開始したボーイング747型機は、2024年1月現在で通算64機が機体の損失をともなう事故や事件に遭遇してきた。多くの乗客を運べる機体であることから、機体損失事故となったときの死者数も多くなり、同型機同士で衝突し航空事故史上最悪の死者数を出したテネリフェ空港ジャンボ機衝突事故や、単独の航空機事故として最も死者数の多い日本航空123便墜落事故、空中衝突事故で最悪の死者数となったニューデリー空中衝突事故と、ボーイング747型機は多数の死者が発生した事故に多く関わっている。
本項では機体損失となった事故や事件を発生年代順に並べ、その概要を記載している。なお、概要の末尾には、機体損失となった航空機の形式と機体記号を付記している。

## 1970年代
PFLP旅客機同時ハイジャック事件
ボーイング747型機初めての機体損失で、テロリズムによる破壊。1970年9月6日、アムステルダムからニューヨークへ向かっていたパンアメリカン航空93便がハイジャックされ、ベイルートを経由してカイロへ向かった。カイロ国際空港に到着し、乗員が機体から離れた直後に機体が爆破された。(B747-121, N752PA)
ドバイ日航機ハイジャック事件
ボーイング747型機2度目の機体損失も1度目の事件とよく似ている。1973年7月20日、アムステルダムからアンカレッジに向かっていた日本航空404便がハイジャックされ、ドバイ、ダマスカス、ベンガジの順に飛行を強制された。7月23日にベンガジのベニナ空港へ到着し、乗員乗客解放後に機体が破壊された。ハイジャック犯のうち1人が死亡した。(B747-246B, JA8109)
ルフトハンザドイツ航空540便墜落事故
ボーイング747型機初めての墜落事故。1974年11月20日、ルフトハンザドイツ航空540便がナイロビ国際空港を離陸した直後、滑走路端から約1キロメートルの地点に墜落し、59人が死亡した。(B747-130, D-ABYB)
エールフランス193便炎上事故
1975年6月12日、サンタクルズ空港を離陸しようとしていたエールフランス193便で、ターニングパッドでの旋回および離陸走行中に右主脚のタイヤが相次いで故障し、車輪とブレーキ部品が滑走路と接触して火災が発生。離陸は中止されたものの、エンジン停止の遅れと消火活動の不備により火災が広がった。幸いにして死者は発生しなかった。(B747-128, N28888)
イラン帝国空軍輸送機墜落事故
1976年5月9日、テヘランからマドリードへ向かっていたイラン帝国空軍の輸送機が、マドリード近郊に墜落し、乗員乗客17人全員が死亡した。事故調査の結果、落雷により主翼の中の燃料タンクが爆発し、フラッターの発生により主翼が脱落したことが墜落の原因とされた。(B747-131F, 5-8104)
テネリフェ空港ジャンボ機衝突事故
1977年3月27日、濃霧のテネリフェ空港で、滑走路上を移動中だったパンアメリカン航空1736便と離陸滑走中のKLMオランダ航空4805便のボーイング747型機同士が衝突。両機の乗員乗客583人が死亡した。この事故は航空機事故においての史上最悪の死者数となっている。（1736便: B747-121, N736PA、4805便: B747-206B, PH-BUF）
エア・インディア855便墜落事故
1978年1月1日、離陸直後のエア・インディア855便がボンベイ沖に墜落し、乗員乗客213人全員が死亡した。原因は故障していた姿勢指示器を見て、誤った判断をした機長が過度な操作を続けたためだった。(B747-237B, VT-EBD)

## 1980年代

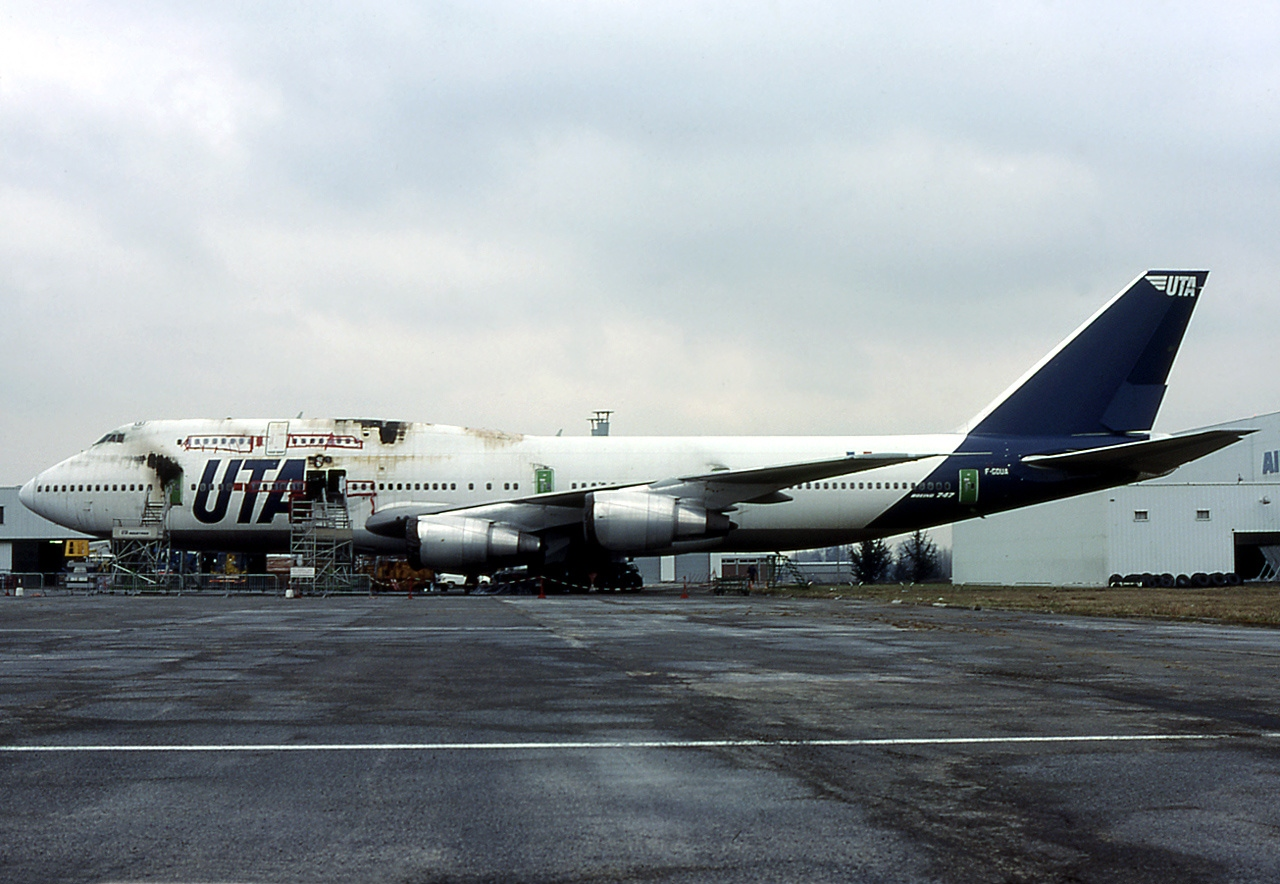
全焼したUTA機

大韓航空015便着陸失敗事故
1980年11月19日、視界1000メートルの霧の中、金浦国際空港へ着陸を試みた大韓航空015便が滑走路手前90メートル地点の土手に接地、押し上げられた主脚によって貨物室の床が破損した。その後、前脚と機体後部を接触させた状態で滑走ののち停止した。翼は無傷で燃料漏れは発生しなかったが、破壊された主脚の支柱から漏れた油圧油などが火花により着火し機体を全焼、乗員乗客15人が死亡した。(B747-2B5B, HL7445)
パンアメリカン航空073便オーバーラン事故
1983年8月4日、パンアメリカン航空073便がカラチ国際空港着陸時に滑走路から逸れてオーバーランし、機体を大破させた。他のエンジンがスラストリバーサーを使用しているときに、第4エンジンのみ前方推力となったため、機体の制御ができなくなり滑走路を逸脱した。(B747-121, N738PA)
大韓航空機撃墜事件
1983年9月1日、ニューヨークからアンカレッジを経由してソウルへ向かっていた大韓航空007便が航路を逸脱し、サハリン沖でソビエト連邦の領空を侵犯したとしてソ連空軍により撃墜された。乗員乗客269人全員が死亡した。(B747-230B, HL7442)
アビアンカ航空011便墜落事故
1983年11月27日、パリ発マドリード経由ボゴタ行きのアビアンカ航空011便がマドリード＝バラハス空港への飛行中、着陸進入コースをショートカットした上に高度を勘違いしたまま着陸態勢に入ったため、空港手前約12キロメートルの丘に墜落した。この事故で乗員乗客181人が死亡した。(B747-283B, HK-2910)
UTA機全焼事故
1985年3月16日、パリ＝シャルル・ド・ゴール空港で機内清掃中のUTA機が出火し全焼した。(B747-3B3, F-GDUA)
エア・インディア182便爆破事件
1985年6月23日、モントリオールからロンドンへ向かっていたエア・インディア182便が、アイルランドの南西沖を飛行中に空中で爆破され、乗員乗客329人全員が死亡した。(B747-237B, VT-EFO)
日本航空123便墜落事故
1985年8月12日、羽田から伊丹へ向かっていた日本航空123便で、飛行中に機体後部が破壊・損傷し操縦不能に陥った。32分間飛行を続けたものの、群馬県上野村付近の山中に墜落した。乗員乗客520人が死亡、4人が負傷。ボーイング社の修理ミスにより後部圧力隔壁が金属疲労によって破壊されたことが原因とされる。単独の航空機としては航空史上最悪の事故となった。(B747SR-46, JA8119)
エールフランス091便着陸失敗事故
1985年12月2日、ガレオン国際空港へ着陸したエールフランス091便が滑走を逸脱し、照明塔と接触して停止した。火災が発生したものの、乗員乗客は避難していたため死者は発生しなかった。他のエンジンで逆推力装置が作動していたにもかかわらず、第1エンジンは前方推力で作動したため、機体はコントロールを失った。(B747-228B, F-GCBC)
南アフリカ航空295便墜落事故
1987年11月28日、台北からヨハネスブルグに向かっていた南アフリカ航空295便が、モーリシャス近海上空で火災となり操縦不能に陥り墜落。乗員乗客159人全員が死亡した。(B747-244B, ZS-SAS)
パンアメリカン航空103便爆破事件
1988年12月21日、ロンドンからニューヨークへ向かっていたパンアメリカン航空103便が離陸から約40分後、ロッカビー上空を飛行中に前部貨物室に搭載されていた貨物が爆発。爆発により機体は空中分解し墜落した。乗員乗客259人全員と地上で巻き添えとなった住民11人の計270人が死亡した。このテロリズムにはリビア政府の関与があったとされている。(B747-121A, N739PA)
フライング・タイガー・ライン66便墜落事故
1989年2月19日、クアランルンプールのスバン空港へ着陸進入中のフライング・タイガー・ライン66便が、空港手前約12キロメートルにある丘に墜落して炎上、乗員4人全員が死亡した。航空交通管制の説明を誤解して最低高度以下に降下したことが原因。(747-249F, N807FT)

## 1990年代
エア・インディア132便炎上事故
1990年5月7日、ロンドンからデリーへ向かったエア・インディア132便が、インディラ・ガンディー国際空港への着陸時、リバース制御の際に第1エンジンのパイロンの不具合により燃焼ガスが左主翼を直撃し火災が発生。修理不能なほどのダメージを負った。(B747-237B, VT-EBO)
ブリティッシュ・エアウェイズ149便乗員拉致事件
1990年8月1日、ロンドンからクアラルンプールへ向かっていたブリティッシュ・エアウェイズ149便が経由地のクウェート国際空港に着陸したのは、イラクがクウェートに侵攻を開始した4時間後のことであった。乗員乗客385人のほとんどがイラク軍により拘束され、1人が殺害されたが、同年12月までに解放された。当該機は多国籍軍の空爆で損傷を受け、1991年2月18日のイラク軍のクウェート撤退までに同軍によって破壊された。(B747-136, G-AWND)
中華航空358便墜落事故
1991年12月29日、アンカレッジ行きの貨物便として運航されていた中華航空358便が、中正国際空港離陸4分後に乗務員から第2エンジンに問題が発生したとの報告があり、操縦不能に陥った航空機は右主翼側から山に墜落、乗員5人全員が死亡した。操縦不能となったとき、翼から第3エンジンが離脱し第4エンジンを直撃、同エンジンも離脱し、左旋回が困難な状態だった。(B747-2R7F, B-198)
エル・アル航空1862便墜落事故
1992年10月4日、アムステルダム・スキポール空港を離陸したエル・アル航空1862便が直後に緊急事態を宣言。設計ミスによる金属疲労の結果、第3エンジンが脱落、第4エンジンと右主翼が破損脱落した。操縦不能に陥った結果、アムステルダム郊外にある高層アパートに衝突した。乗っていた4人とアパートにいた39人の計43人が死亡した。(B747-258F, 4X-AXG)
中華航空605便オーバーラン事故
1993年11月4日、台北から香港に向かっていた中華航空605便が啓徳空港への着陸時、滑走路の末端で停止しきれず滑走路をオーバーランし、ビクトリア・ハーバーの浅瀬まで飛び出した。乗員乗客の死亡者はなく、すべての乗客はライフボートで脱出した。機体の損傷は軽微だったが、事故機の垂直尾翼が航空機の離着陸の邪魔になるとのことで切断され、後日機体も撤去された。(B747-409, B-165)
タワーエア41便オーバーラン事故
1995年12月20日、ニューヨークからマイアミへ向けて出発予定だったタワーエア41便が、ジョン・F・ケネディ国際空港を離陸滑走中に機体が左に逸れ始めた。機長は離陸を断念し、出力レバーをアイドル状態に戻し、フルブレーキの操作を行ったものの、滑走路の2100フィート地点で左側に逸脱し、逸れ始めてから4800フィートの地点でようやく停止した。この事故により第4エンジンが脱落し、ノーズギアも破損した。死者はなかった。(B747-136, N605FF)
トランス・ワールド航空800便墜落事故
1996年7月17日、ジョン・F・ケネディ国際空港からパリへ向けて出発したトランス・ワールド航空800便が、離陸上昇中に空中爆発して大西洋に墜落、乗員乗客230人全員が死亡した。中央燃料タンク付近の電気ケーブルがショートし、火花が燃料タンク内に残留したガスに引火したことが原因とされた。(B747-131, N93119)
ニューデリー空中衝突事故
1996年11月12日、ニューデリー上空において、ボーイング747型機で運航されていたサウジアラビア航空763便とIl-76のエア・カザフスタン1907便が空中衝突、双方の航空機の乗員乗客349人全員が死亡した。空中衝突事故としては史上最悪の死者数となっている。(B747-168B, HZ-AIH)
大韓航空801便墜落事故
1997年8月6日、グアム国際空港へ着陸進入中の大韓航空801便が空港手前の丘陵に墜落し、乗員乗客254人のうち228人が死亡した。原因はCFITとされる。(B747-3B5, HL7468)
ユナイテッド航空826便乱高下事故
1997年12月28日、成田からホノルルに向かったユナイテッド航空826便が、北太平洋上空で晴天乱気流に遭遇し、機体が激しく乱高下した。激しい揺れによって乗客1名が頭部を強打し死亡した。事故機は製造から26年が経過していたこともあり、事故後運用から外され翌年解体された。(B747-122, N4723U)
大韓航空8702便着陸失敗事故
1998年8月5日、大韓航空8702便が強い横風のなか金浦国際空港へ着陸した際に横滑りして滑走路を逸脱、主脚を大破して滑走路脇の草地で停止した。乗員乗客395人に死者はなかった。(B747-4B5, HL7496)
南アフリカ航空エンジン損傷事故
1998年10月5日、マプト国際空港を離陸直後の南アフリカ航空の旅客機で第3エンジンの故障が発生し、その破片が第4エンジンと主翼を直撃し出火したため、同空港へ緊急着陸した。乗員乗客66人に死者はいなかった。(747SP-44, ZS-SPF)
エールフランス6745便
1999年5月5日、貨物便として運航されていたエールフランス6745便がチェンナイ国際空港への着陸の際、ノーズギアを格納したまま接地し滑走した。乗員5人は無事だったものの、不時着後に発生した火災によって機体は全焼した。(B747-2B3F, F-GPAN)
大韓航空8509便墜落事故
1999年12月22日、ロンドン・スタンステッド空港を離陸した大韓航空8509便が離陸直後に墜落し、乗員4人が死亡した。機長席側の姿勢指示器が故障していたにもかかわらず、予備の機器を確認せずに90度にも及ぶ過大なバンクで旋回したためとされる。(B747-2B5F, HL7451)

## 2000年代

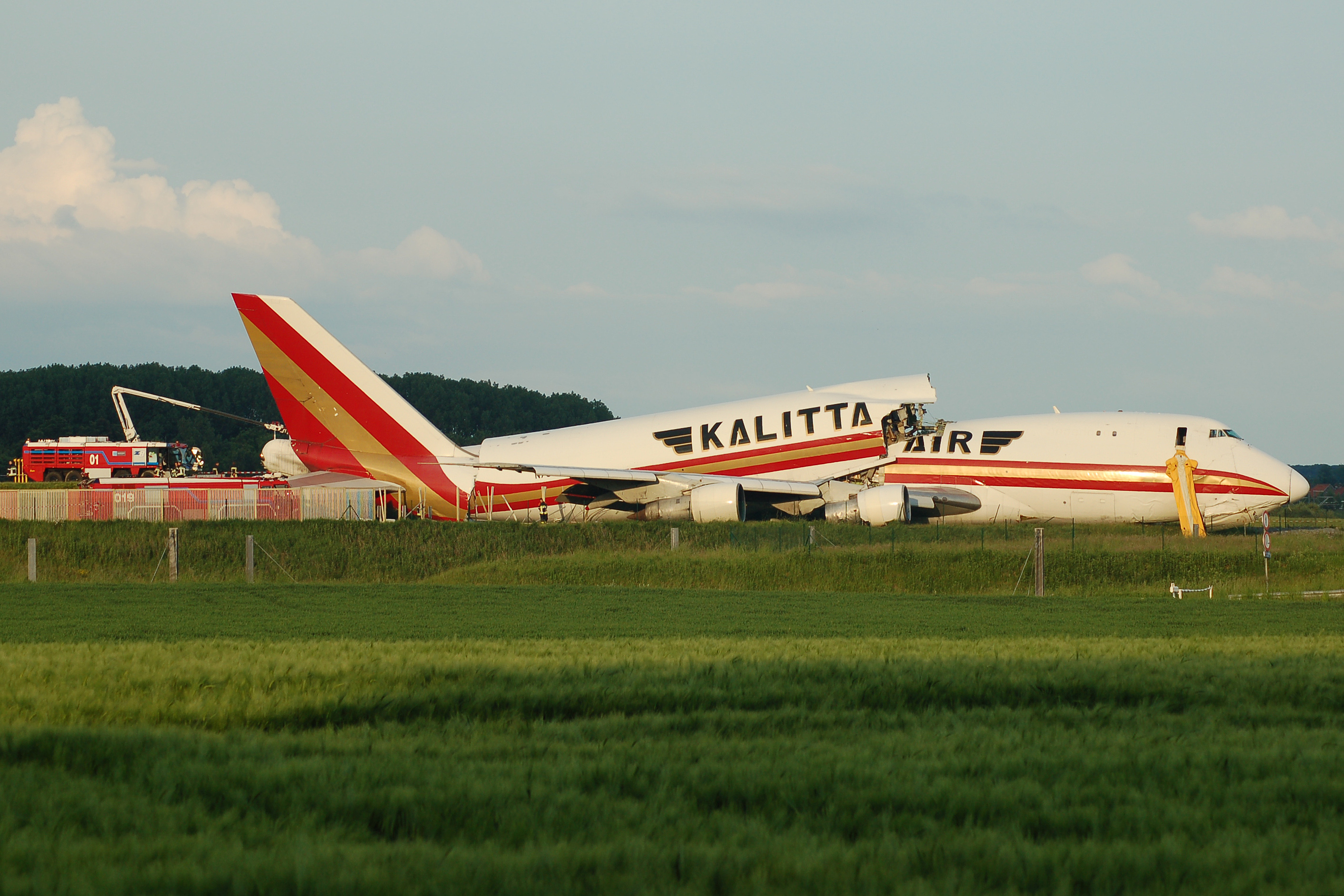
ブリュッセル空港でオーバーランしたカリッタ航空機

シンガポール航空006便離陸失敗事故
2000年10月31日、シンガポールからロサンゼルスへ向かったシンガポール航空006便が、経由地の中正国際空港から離陸する際、閉鎖中の滑走路で離陸滑走を始めてしまい工事車両と衝突、炎上した。この事故で乗員乗客83人が死亡した。(B747-412, 9V-SPK)
MKエアラインズポートハーコート墜落事故
2001年11月27日、MKエアラインズの貨物機がポートハーコート国際空港へ進入中、滑走路700メートル手前に墜落。搭乗していた13人のうち1人が死亡した。(B747-246F, 9G-MKI)
チャイナエアライン611便空中分解事故
2002年5月25日、台北から香港に向かっていたチャイナエアライン611便が空中分解し台湾海峡に墜落、乗員乗客225人全員が死亡した。1980年の尻もち事故の際の機体の修復が不完全だったため、金属疲労により破壊が起きたことが原因。(B747-209B, B-18255)
MKエアラインズ1602便墜落事故
2004年10月14日、MKエアラインズ1602便がハリファックス国際空港からの離陸直後に墜落、運航乗務員7人全員が死亡した。離陸速度を計算する際、直前に離陸したときのままの重量で行ったため、速度や推力が不正確な状態で離陸に臨んだことが原因とされた。(B747-244BSF, 9G-MKJ)
トレードウィンズ444便オーバーラン事故
2006年6月7日、ホセ・マリア・コルドバ国際空港からマイアミ国際空港へ向かうトレードウィンズ444便が離陸滑走中に1番エンジンに不具合が発生。離陸を中止したが、折からの雨で滑走路に水溜まりが出来ていたためブレーキが効かずオーバーラン。滑走路先の窪地に突っ込んで停止した。フェリーフライトだったため乗客はおらず、運航乗務員5名に怪我はなかったが、機体は修復不可能なほどの損傷を受けた。(B747-2U3BSF, N922FT)
カリッタ航空207便オーバーラン事故
2008年5月25日、バーレーンへ向かうカリッタ航空207便が経由地であるブリュッセル空港を離陸する際、離陸決心速度越えた後に離陸を中止したためにオーバーラン、機体は3つに分解された。(B747-209F, N704CK)
センチュリオン・エアカーゴ164便墜落事故
2008年7月7日、センチュリオン・エアカーゴ164便として運航されていたカリッタ航空の貨物機が、エルドラド国際空港を離陸直後にエンジン異常となり、同空港から約10キロメートル離れた農場に墜落した。乗員に死者は発生しなかったものの、地上にいた2人が死亡した。(B747-209BSF, N714CK)

## 2010年代

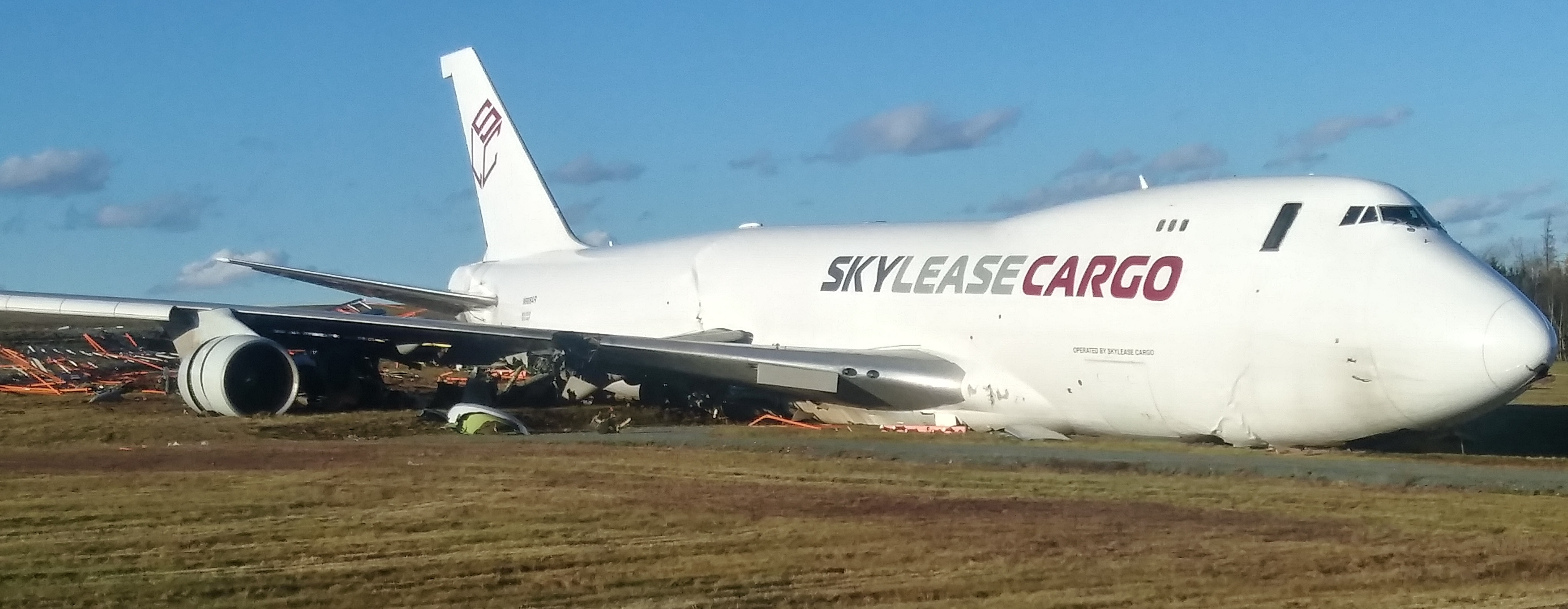
滑走路をオーバーランした4854便

UPS航空6便墜落事故
2010年9月3日、UPS航空6便がドバイ国際空港を離陸後に機内で火災が発生し、手動操縦できない状態となって墜落、乗員2人が死亡した。火災の原因は積み荷のリチウムイオンバッテリーと推測されている。(B747-44AF, N571UP)
アシアナ航空991便墜落事故
2011年7月28日、ソウル発上海行きのアシアナ航空991便が火災により済州島付近の海上に墜落した。調査の結果、発火の原因となったものの特定には至らなかったが、リチウムイオンバッテリーや塗料などの潜在的に危険な物質を積んでいたことが分かっている。(B747-48EF, HL7604)
ナショナル・エアラインズ102便墜落事故
2013年4月29日、軍用機材を輸送していたナショナル・エアラインズ102便がバグラム空軍基地を離陸直後に墜落し、乗員7人全員が死亡した。調査の結果、積荷の固定が不十分だったために、離陸時に荷物が機体後方へ移動して油圧システムなどを破壊し、機体の制御ができなくなったと指摘された。(B747-428BCF, N949CA)
ターキッシュ エアラインズ6491便墜落事故
2017年1月16日、香港発イスタンブール行きの貨物便ターキッシュ エアラインズ6491便が、経由地であるマナス国際空港への着陸に失敗し、空港手前の住宅地に墜落。乗員4人全員と地上にいた35人が死亡した。(B747-412F, TC-MCL)
スカイ・リース・カーゴ4854便オーバーラン事故
2018年11月7日、シカゴ発ハリファックス行きスカイ・リース・カーゴ4854便が、ハリファックス国際空港への着陸時に滑走路をオーバーラン。機体は前脚、主脚とも全て破損、４基あるエンジンのうち２基が主翼から脱落、胴体は中央部に亀裂が入り、折れ曲がって大破したが、乗員4人は全員無事だった。(B747-412F, N908AR)